# Corydalus peruvianus
Corydalus peruvianus là một loài côn trùng trong họ Corydalidae thuộc bộ Megaloptera. Loài này được K. Davis miêu tả năm 1903.